# 水野健太郎
水野 健太郎（みずの けんたろう、1949年9月22日 - ）は、日本の経営者。オンワード樫山社長、会長を務めた。

## 経歴
奈良県出身。1973年に関西大学法学部を卒業し、同年に樫山(のちのオンワード樫山)に入社。1998年5月に取締役に就任し、2007年5月には社長に昇格。2011年9月にオンワードホールディングス会長に就任し、2012年5月から特別顧問を務めた。